# 日本保守党
日本保守党（日语：／ Nippon Hoshutō）是日本的保守主义、超国家主义及右翼民粹主义政党。该党由小说家百田尚树和记者有本香于2023年创立，时值《LGBT理解增进法》通过之后。该党宣称其宗旨为“守护日本的国体与传统文化”，反对移民、反对LGBTQ权益，并使用历史修正主义言论。该党领导人否认日本在第二次世界大战期间及之前犯下的战争罪行，例如南京大屠杀。
由于该党成员主要由极右翼网民构成，其本身被视为一个极右翼实体。该党由网络政治评论家创立，其依赖网络行动主义及在网络空间传播观点的做法，巩固了其作为日本极右翼运动化身的声誉。多个消息来源明确指出该党的政治立场属于极右翼。自2023年9月起，该党成为X（原Twitter）上关注者最多的日本政党。
该党反对日本的LGBT权益、移民政策以及性别平等。它支持福利沙文主义、修宪以及对中华人民共和国和朝鲜民主主义人民共和国采取更强硬的外交政策。该党被视为日本新保守主义运动的一部分。《朝日新闻》指出，该党的支持者主要源于对自由民主党（LDP）前党魁暨首相岸田文雄所推行的温和政策感到不满的原自民党支持者。

## 历史

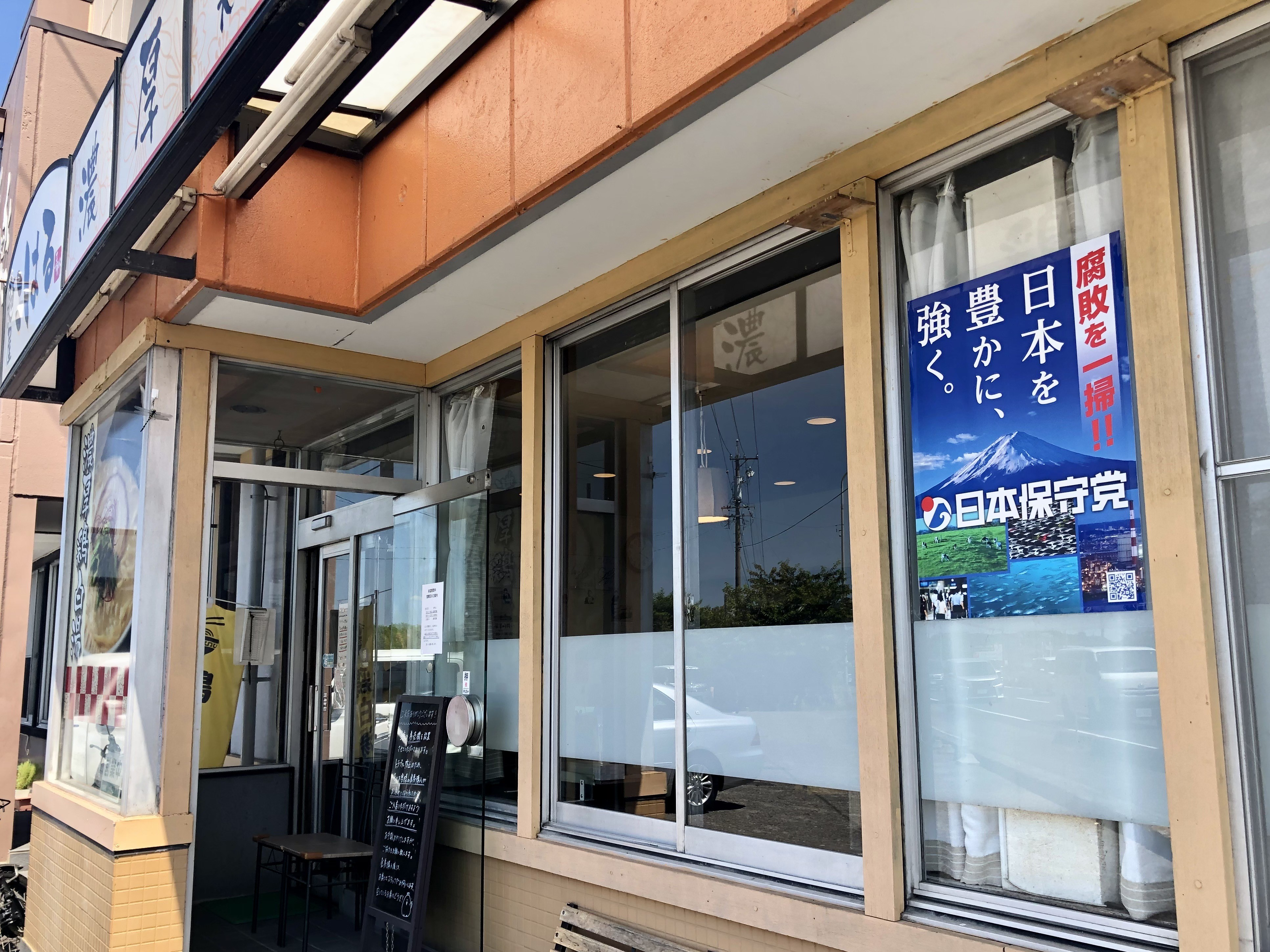
日本保守党宣传海报

2023年6月12日，小说家兼右翼政治评论家百田尚树宣布，若当时仍在国会审议辩论中的《LGBT理解增进法》获得通过，他将参选众议院并组建新党。四天后的6月16日，该法案在众议院获得通过并颁布施行。为此，他宣布与记者、同为右翼政治评论家的有本香共同组建政党。该党于2023年9月1日以暂定名称“百田新党”启动，同时明确官方活动定于2023年10月开始。2023年9月2日，党魁百田尚树宣布，若该党官方X账号关注者达到20万，将公布党名。同年9月13日，该账号达成20万关注者目标，遂公布党名“日本保守党”。
2023年9月14日，荒川区议会原无党籍议员小坂英二加入保守党，使该党首次获得地方议会议席。同年10月17日，在该党首次记者会上宣布，名古屋地域政党减税日本将与保守党在全国层面合并，其创始人兼党魁、现任名古屋市长河村隆之将出任保守党共同代表。
2024年10月，该党提名4名选区候选人与26名比例代表候选人，参加当月27日举行的第50届众议院议员选举。由于投票当日该组织仍属未满足政党要件的政治团体，故本次选举中该党候选人无法同时在小选区与比例代表制中重复参选。开票结果显示，河村隆之于选区当选，另在东海比例区（竹上裕子）与近畿比例区（岛田洋一）各获1席，总计取得3个议席。此次选举中该党比例代表得票率超过2%，从而满足政党要件，随即依据《政治资金规正法》向总务省完成政党登记报备。
2025年7月举行的第27届参议院议员选举中，保守党以“食品零销售税”与“外国移民限制”作为竞选纲领，赢得两席比例代表席位，当选参议员分别为北村晴男和党魁百田尚树。

## 意识形态和政策

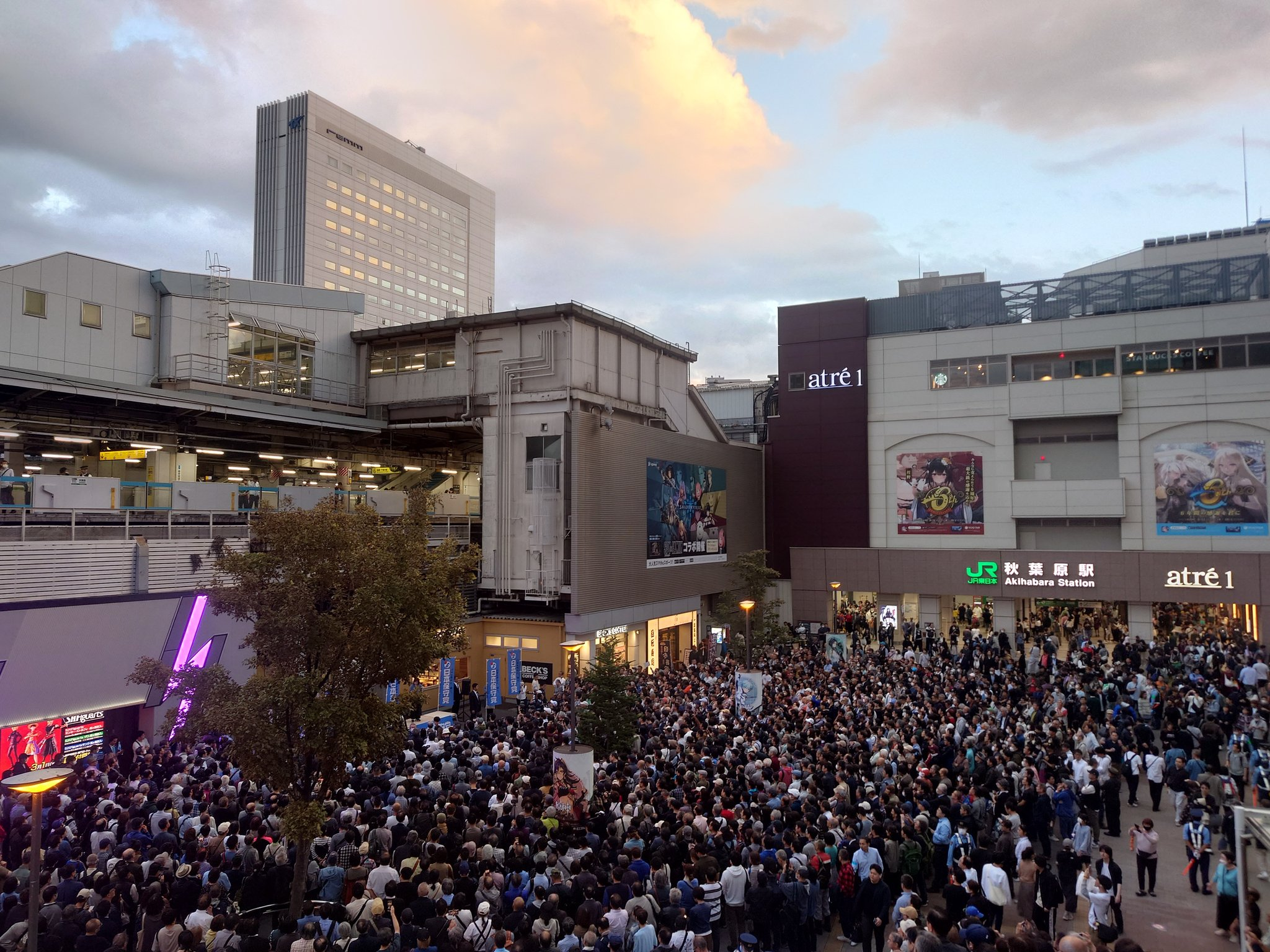
2023年10月21日，东京秋叶原站保守党街头集会

该党将自己定位为比日本政坛两大主要保守政党自由民主党和日本维新会更为右翼的替代选择。该党的成立源于2021年岸田文雄当选自民党总裁及首相，以及前首相、前自民党总裁安倍晋三遇刺后，对自民党产生的不满情绪。
该党反对性别平等、同性婚姻和LGBT权益。它支持修订《LGBT理解增进法》，包括删除其中关于对儿童进行LGBT相关教育的条款。
该党主张修订日本国宪法第九条，例如删除禁止日本保有陆海空军及其他战争力量的第二款。该党支持扩大对朝鲜的制裁，例如扩大到旅日朝鲜人总联合会相关组织。该党主张建立更强大的日本与台湾关系，并提议制定日本版的《台湾关系法》。
该党反对移民，并支持修订《出入国管理及难民认定法》，以使当局能够拘留并驱逐申请庇护被拒的难民。该党还主张重新审视政府的移民政策，例如扩大特定技能外国劳动者和国际学生数量的决定。该党赞成修订《健康保险法》，以建立针对外国居民的独立健康保险制度。
该党誓言要阻止日本政治沦为“家族产业”，例如将国会议员及地方议员的年收入降至与普通公民相当的薪资水平。

## 支持群体
该党的主要支持基础来源于日本网民，尤其是其中的右翼群体。其创始人百田尚树和有本香本人即是日本网络右翼中颇具影响力的政治评论家，凭借其在社会和政治议题上的极端保守观点，他们在YouTube、X（原Twitter）及Niconico等社交媒体和视频分享平台上拥有活跃的追随者。该党得到了自2021年首相岸田文雄上台后对自由民主党现状感到失望的保守派人士的支持，这些支持者认为自民党在诸如LGBT权益、移民和外交政策等议题上变得过于宽松。自民党官员已对此表示担忧，认为其选民可能会因此转而支持该保守政党。
尽管该党在网络上声势颇大，却难以吸引普通选民的支持。根据JX通信社于2023年10月进行的调查，74.8%的受访者表示不知道该党的存在，18.4%的受访者表示知道该党但不会投票支持，仅有6.9%的受访者表示知道该党存在并计划为其投票。同一调查显示，该党的支持者主要为五六十岁的男性，且表示将支持该党的受访者中，有很大一部分人在过去的选举中曾投票给极右翼政党参政党和中右翼政党国民民主党。

## 争议

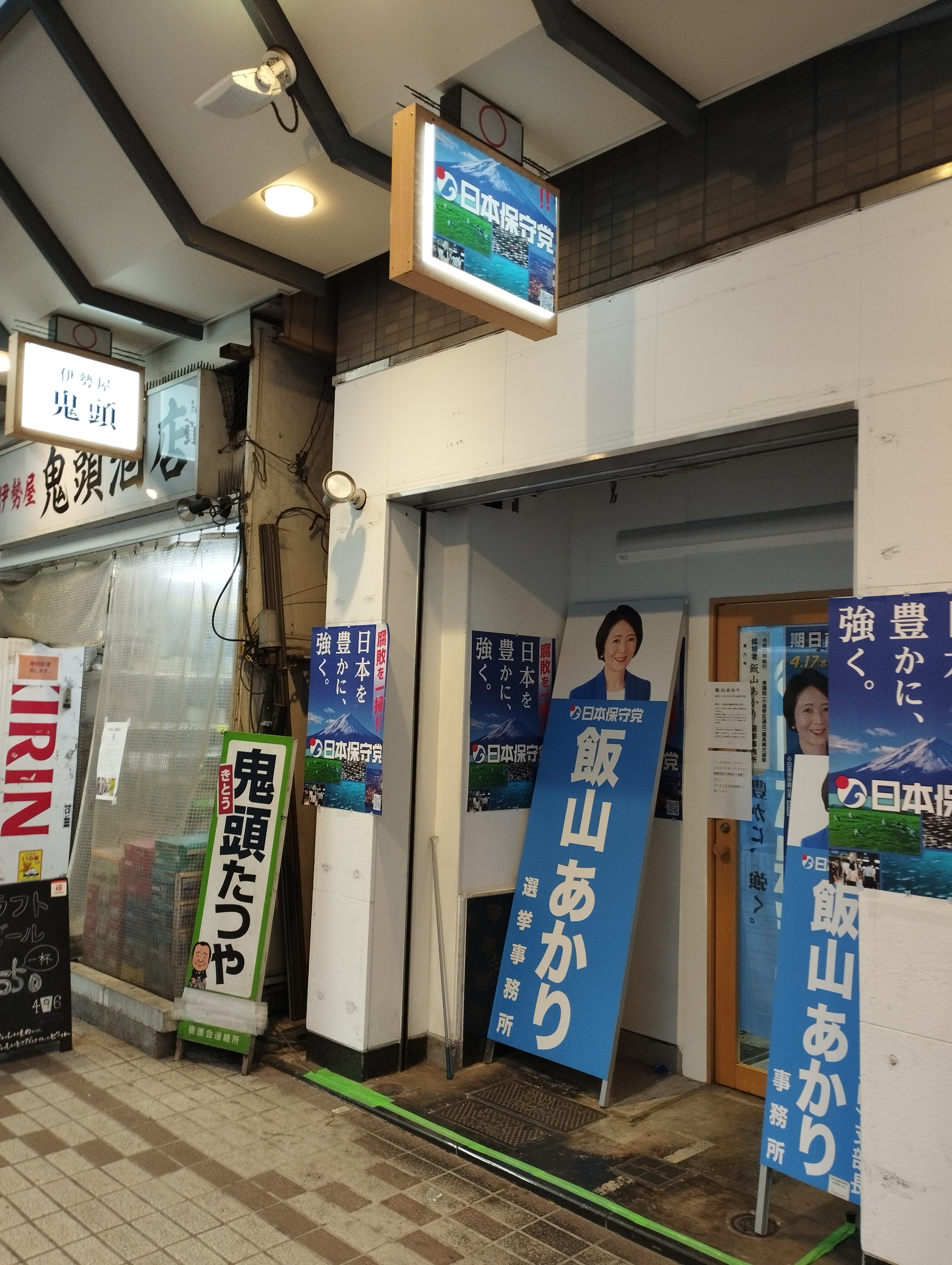
2024年保守党位于江东区的办公室

### 反韩情绪
2023年10月30日，该党党魁百田尚树和干事长有本香在Niconico直播中发表贬低韩国人的言论，两人均声称“韩国人是人渣”以及“想与韩国断交并开战”。

### 对性少数群体的歧视
该党推举伊斯兰研究学者兼活动家饭山阳为候选人，参加了2024年东京都第15区补选。因此，其众多来自其他地区的支持者（虽非该选区选民）积极参与了该党的街头集会和政治演说活动。然而，该党宣扬的反LGBT情绪和言论，导致在竞选期间整个选区内出现了含有歧视性少数群体内容的传单、海报以及喊话器喊话。为此，当地活动团体“跨越江东”谴责该党，称他们感到“愤怒、不安和无助”。该团体还指出，市内一些LGBT群体成员因恐惧而无法离开住所。

### 历史否定主义
百田尚树在接受AbemaTV采访时，试图为日本参与第二次世界大战辩护，声称日本当时将东南亚从西方帝国主义中“解放”出来。他随后表示，若非日本，当今世界将“如同地狱一般”，亚洲大部分地区仍将处于西方殖民统治之下。百田还曾宣称日军制造的南京大屠杀并未发生。

### 否定女性生育权
在谈及日本出生率下降问题时，百田尚树描述了一种“女性年满18岁后不得上大学”、“25岁仍单身的女性不得结婚”以及“30岁前未生育的女性被强制接受子宫切除术”的社会。此番言论引发了公众的强烈反对和名人的驳斥，百田被迫道歉。

## 职务
- 现任领导层（2024年12月）[64][65]

| 代表             | 百田尚树          |
| 共同代表         | 河村隆之          |
| 事务总长         | 有本香            |
| 组织运动本部部长 | 小坂英二 小野寺秀 |

### 历任领导人
| 代表     | 共同代表 | 事务总长 | 事务局次长 | 就任年月       | 备注                    |
| -------- | -------- | -------- | ---------- | -------------- | ----------------------- |
| 百田尚树 | 河村隆之 | 有本香   | 广泽一郎   | 2023年10月17日 | 广泽于2024年12月4日解任 |

### 代表列表
| 届次 | 代表 | 代表                  | 就任日期     | 离任日期 | 备注                        |
| ---- | ---- | --------------------- | ------------ | -------- | --------------------------- |
| 1    |      | 百田尚樹 （1956年生） | 2023年9月1日 | 现任     | 参议院议员（2025年7月就任） |

## 选举结果

### 众议院
| 选举   | 领导人   | 候选人数量 | 席位    | 席位     | 席位   | 排名  | 选区票数 | 选区票数 | 比例代表票数 | 比例代表票数 | 地位   |
| 选举   | 领导人   | 候选人数量 | 席位    | 席位变化 | 得票率 | 排名  | 得票数   | 得票率   | 得票数       | 得票率       | 地位   |
| ------ | -------- | ---------- | ------- | -------- | ------ | ----- | -------- | -------- | ------------ | ------------ | ------ |
| 2024年 | 百田尚树 | 30         | 3 / 465 | ▲ 3      | 0.6%   | 第9名 | 155,837  | 0.29%    | 1,145,622    | 2.10%        | 反对党 |

### 参议院
| 选举   | 领导人   | 选区票数 | 选区票数 | 选区票数 | 政党名单票数 | 政党名单票数 | 政党名单票数 | 席位    | 席位     | 席位    | 席位     | 排名  | 地位   |
| 选举   | 领导人   | 得票数   | 得票率   | 席位     | 得票数       | 得票率       | 席位         | 选举    | 席位变化 | 总计    | 席位变化 | 排名  | 地位   |
| ------ | -------- | -------- | -------- | -------- | ------------ | ------------ | ------------ | ------- | -------- | ------- | -------- | ----- | ------ |
| 2025年 | 百田尚树 | 652,266  | 1.10     | 0 / 75   | 2,982,093    | 5.04%        | 2 / 50       | 2 / 125 | 新政党   | 2 / 248 | 新政党   | 第9名 | 反对党 |

### 补选
| 选举   | 领导人   | 选区     | 候选人 | 得票数 | 得票率 | 排名  | 地位 |
| ------ | -------- | -------- | ------ | ------ | ------ | ----- | ---- |
| 2024年 | 百田尚树 | 东京15区 | 饭山阳 | 24,264 | 14.2%  | 第4名 | 落选 |